# Xanthocalanus pavlovskii
Xanthocalanus pavlovskii is een eenoogkreeftjessoort uit de familie van de Phaennidae. De wetenschappelijke naam van de soort is voor het eerst geldig gepubliceerd in 1955 door Brodsky.